# Černelavci
Černelavci – wieś w Słowenii, w gminie miejskiej Murska Sobota. W 2018 roku liczyła 1257 mieszkańców. 